# Emil Höglund
Emil Höglund, född 1 oktober 1901 i Pedersöre, död 24 mars 1973 i Vasa, var en finländsk affärs- och industriman. 
Höglund, som var en förgrundsgestalt inom det ekonomiska livet i Österbotten, grundade 1929 tillsammans med Edvin Wiik trävaruexportfirman, senare plastindustriföretaget Wiik & Höglund, och förvärvade äganderätten till eller omfattande intressen i ett flertal andra företag, bland annat Oravais klädesfabrik, Kimo bruk och Oy Wilh. Schauman Ab. Han etablerade sig även som pälsdjursuppfödare i stor skala i företaget Oy Keppo Ab som utgör grunden till den nuvarande KWH-Group Ltd. Han tilldelades bergsråds titel 1972.

## Utmärkelser
- Riddartecknet av I klass av Finlands Vita Ros’ orden,  1958[2]
- Riddare av Oranien-Nassauorden,  1964[2]
- Kommendörstecknet av Finlands Lejons orden,  1967[2]

[Redigera Wikidata]